# پل بازارک
پل بازارک مربوط به دوره قاجار است و در رباط کریم، محله بازارک، خیابان شهید مجید ناصری واقع شده و این اثر در تاریخ ۲ بهمن ۱۳۸۲ با شمارهٔ ثبت ۱۰۸۱۹ به‌عنوان یکی از آثار ملی ایران به ثبت رسیده است.